# Nutrixxion-Abus
L'equip Nutrixxion-Abus (codi UCI: TSP), conegut anteriorment com a Team Sparkasse, va ser un equip ciclista alemany, de ciclisme en ruta que va competir professionalment entre 2005 i 2013. Va tenir categoria continental

## Principals resultats
- Cinturó a Mallorca: Richard Faltus (2007), Dirk Müller (2008)
- Sparkassen Giro Bochum: Eric Baumann (2008)
- Gran Premi de Sotxi: Dirk Müller (2008), Björn Schröder (2011)
- Beverbeek Classic: Andreas Schillinger (2009)
- Volta a la Xina: Dirk Müller (2010)
- Dookoła Mazowsza: Sebastian Forke (2010)

### A les grans voltes
- Giro d'Itàlia
  - 0 participacions

- Tour de França
  - 0 participacions

- Volta a Espanya
  - 0 participacions

## Classificacions UCI

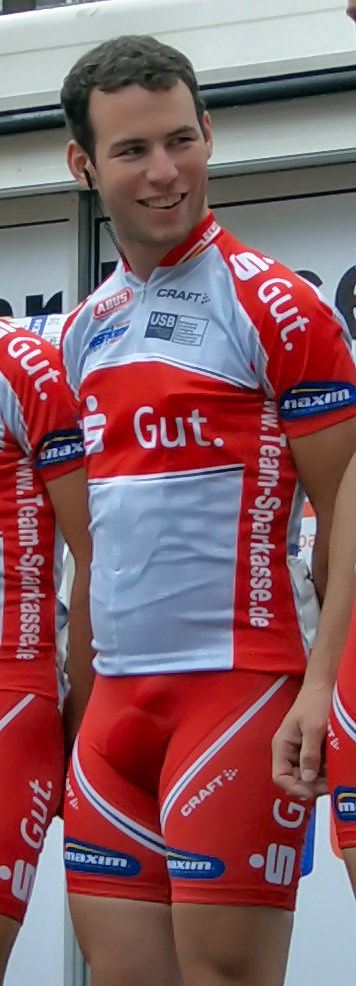
Mark Cavendish al 2006 amb 19 anys

L'equip participava en les proves dels circuits continentals i principalment en les curses del calendari de l'UCI Europa Tour.
UCI Amèrica Tour
| Temporada | Classificació per equips | Millor ciclista en la classificació individual |
| --------- | ------------------------ | ---------------------------------------------- |
| 2006      | 12è                      | Richard Faltus (106è)                          |
| 2007      | 29è                      | Stefan Parinussa (220è)                        |
| 2008      | 15è                      | Eric Baumann (39è)                             |
| 2009      | 40è                      | Andreas Schillinger (310è)                     |

UCI Àsia Tour
| Temporada | Classificació per equips | Millor ciclista en la classificació individual |
| --------- | ------------------------ | ---------------------------------------------- |
| 2008      | 58è                      | Darren Lapthorne (295è)                        |
| 2009      | 36è                      | Andreas Schillinger (94è)                      |
| 2010      | 6è                       | Dirk Müller (11è)                              |
| 2011      | 24è                      | Grischa Janorschke (94è)                       |
| 2012      | 20è                      | Dirk Müller (48è)                              |
| 2013      | 37è                      | Sebastian Körber (48è)                         |

UCI Europa Tour
| Temporada | Classificació per equips | Millor ciclista en la classificació individual |
| --------- | ------------------------ | ---------------------------------------------- |
| 2005      | 64è                      | André Schulze (382è)                           |
| 2006      | 42è                      | Dirk Müller (85è)                              |
| 2007      | 58è                      | Richard Faltus (286è)                          |
| 2008      | 27è                      | Eric Baumann (12è)                             |
| 2009      | 29è                      | Eric Baumann (27è)                             |
| 2010      | 27è                      | Steffen Radochla (38è)                         |
| 2011      | 34è                      | Grischa Janorschke (57è)                       |
| 2012      | 74è                      | Michael Schweizer (241è)                       |
| 2013      | 84è                      | Grischa Janorschke (711è)                      |

UCI Oceania Tour
| Temporada | Classificació per equips | Millor ciclista en la classificació individual |
| --------- | ------------------------ | ---------------------------------------------- |
| 2008      | 13è                      | Darren Lapthorne (35è)                         |